# Tasi Metan
Der Tasi Metan (deutsch „Schwarzes Meer“) ist ein See im osttimoresischen Suco Balibo Vila (Gemeinde Bobonaro). Er befindet sich im Südosten der Aldeia Balibo Vila, auf einer Meereshöhe von 531 m. Der See wird von der Straße vom Ort Balibo nach Leohito umrundet.